# 博朗代
博朗代（法語：Beaulandais）是法国奥恩省的一个旧市镇，属于阿朗松区。该市镇总面积8.57平方公里，2009年时的人口为153人。
博朗代已于2016年1月1日起和相邻的另外6个市镇合并成为"瑞维尼-瓦勒当代讷"（Juvigny Val d'Andaine）。

## 人口
博朗代人口变化图示